# Markku Tuokko
Markku Tuokko (* 24. Juni 1951 in Nurmo, Finnland; † 20. Februar 2015 in Lohja, Finnland) war ein finnischer Diskuswerfer, Kugelstoßer und Lehrer.

## Karriere
Bei den Europameisterschaften 1978 gewann Tuokko mit einem Ergebnis von 64,90 Metern die Silbermedaille im Diskuswurf hinter Wolfgang Schmidt aus der DDR. Bei den Olympischen Sommerspielen 1980 in Moskau wurde er Neunter. In Montreal 1976 schaffte er die Qualifikationsrunde nicht. Bei den Halleneuropameisterschaften 1979 wurde er Vierter im Kugelstoßen.
1975 gewann Tukko den Titel bei der Universiade in Rom, vier Jahre später wurde er bei der Universiade in Mexiko-Stadt Zweiter hinter Wolfgang Schmidt.
Fünfmal gewann er die finnische Diskuswurfmeisterschaft (1977 und 1979–1982). Seine persönliche Bestleistung im Diskuswurf lag bei 68,12 Metern, die er im Mai 1979 in Fresno erzielte. Es blieb der finnische Rekord bis 2001, als Timo Tompuri 69,62 m warf. Seine persönliche Bestleistung im Kugelstoßen von 20,03 m, die er im August 1979 erzielte, brachte ihm den Eintritt in den 20-Meter-Klub ein.
Beim Europacup 1977 wurde Tuokko zusammen mit seinem finnischen Kollegen Asko Pesonen im Hochsprung und dem Speerwerfer Seppo Hovinen positiv auf Doping mit anabolen Steroiden getestet.